# Thành hệ Hell Creek
Thành hệ Hell Creek là một thành hệ được nghiên cứu kĩ lưỡng có niên đại Creta muộn và Paleocen sớm tại Bắc Mỹ. Thành hệ này có vị trí tại Montana, Bắc Dakota, Nam Dakota, và Wyoming. Tại Montana, thành hệ Hell Creek Formation che phủ thành hệ Fox Hills. "Pompey's Pillar" tại Pompeys Pillar National Monument là một phần nhỏ bị cô lập của thành hệ Hell Creek.

## Địa lý

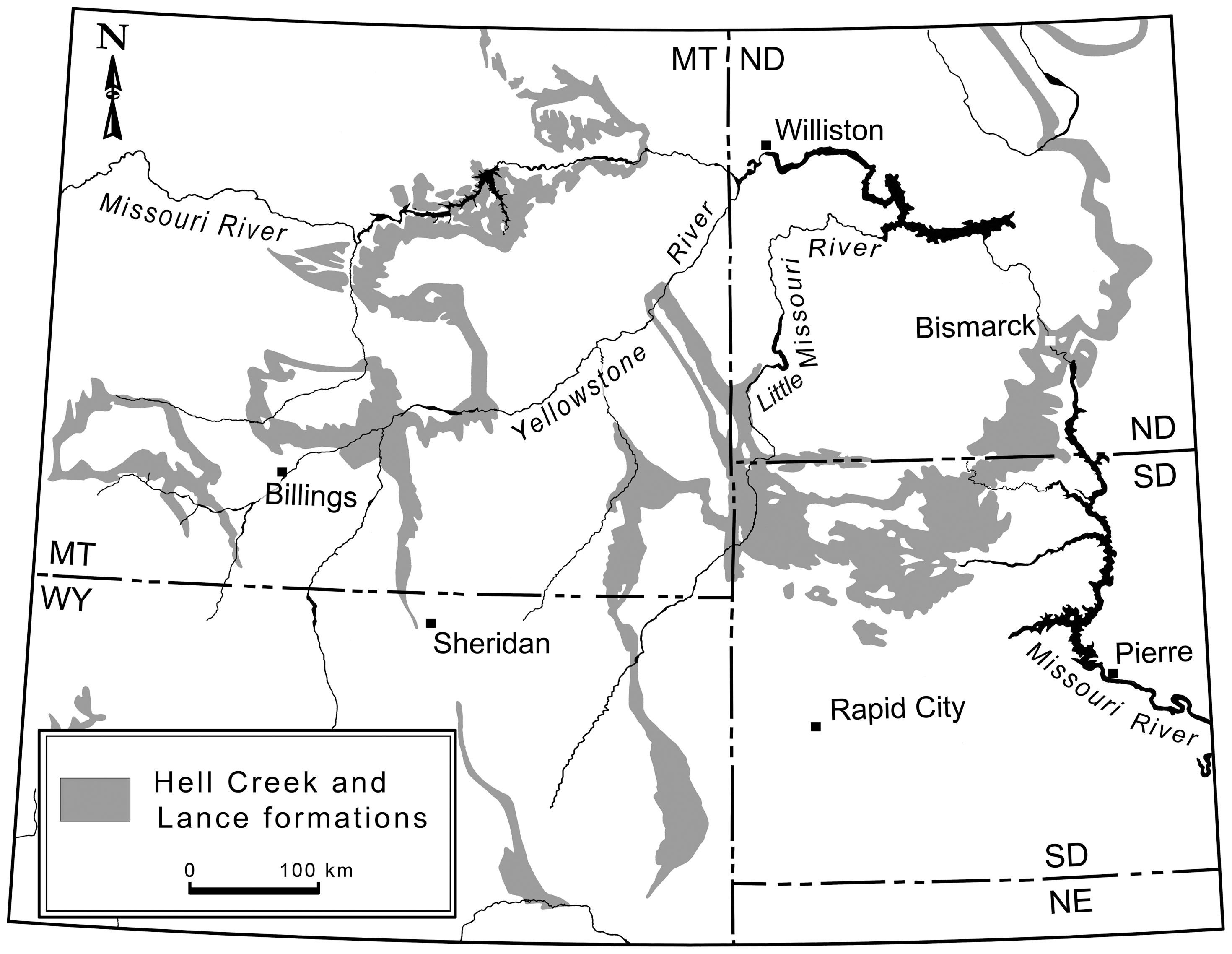
Bản đồ thành hệ Hell Creek và thành hệ Lance tại miền tây Bắc Mỹ.

Thành hệ Hell Creek tại Montana là nằm trên thành hệ Fox Hills và nằm dưới thành hệ Fort Union, ranh giới với thành hệ Fort Union xuất hiện gần ranh giới Creta-Paleogen, kết thúc kỷ Creta và có niên đại 66 ± 0.07 Ma.